# HD 24479
Désignations
HD 24479, également désignée HR 1204, est une étoile de la constellation boréale de la Girafe. Elle est visible à l'œil nu avec une magnitude apparente de 5,04. D'après la mesure de sa parallaxe annuelle par le satellite Gaia, l'étoile est distante de ∼ 385 a.l. (∼ 118 pc) de la Terre. Elle s'en éloigne à une vitesse radiale héliocentrique d'environ +5 km/s. À cette distance, sa luminosité est diminuée de 0,29 magnitude en raison de l'extinction due à la poussière interstellaire.
En 1932, HD 24479 a été identifiée comme une étoile Be par Olin C. Wilson à l'observatoire du Mont Wilson. En 1969, Cowley et al. l'ont classée comme une étoile bleu-blanc de la séquence principale de type spectral B9,5 V. Slettebak (1982) lui a quant à lui donné un type spectral de B9 IV, suggérant que ce serait plutôt une étoile sous-géante un peu plus évoluée. Zorec et Royer (2012) modélisent qu'il s'agit bien d'une étoile naine, qui a complété 85,9 % de sa vie sur la séquence principale.
HD 24479 est est estimée être 3,14 fois plus massive que le Soleil et être âgée d'environ 260 millions d'années. Son rayon est 4,1 fois plus grand que le rayon solaire, elle est 156 fois plus lumineuse que le Soleil et sa température de surface est de 10 250 K. L'étoile tourne sur elle-même à une vitesse de rotation projetée de 85 km/s.